# Missões diplomáticas de Belize

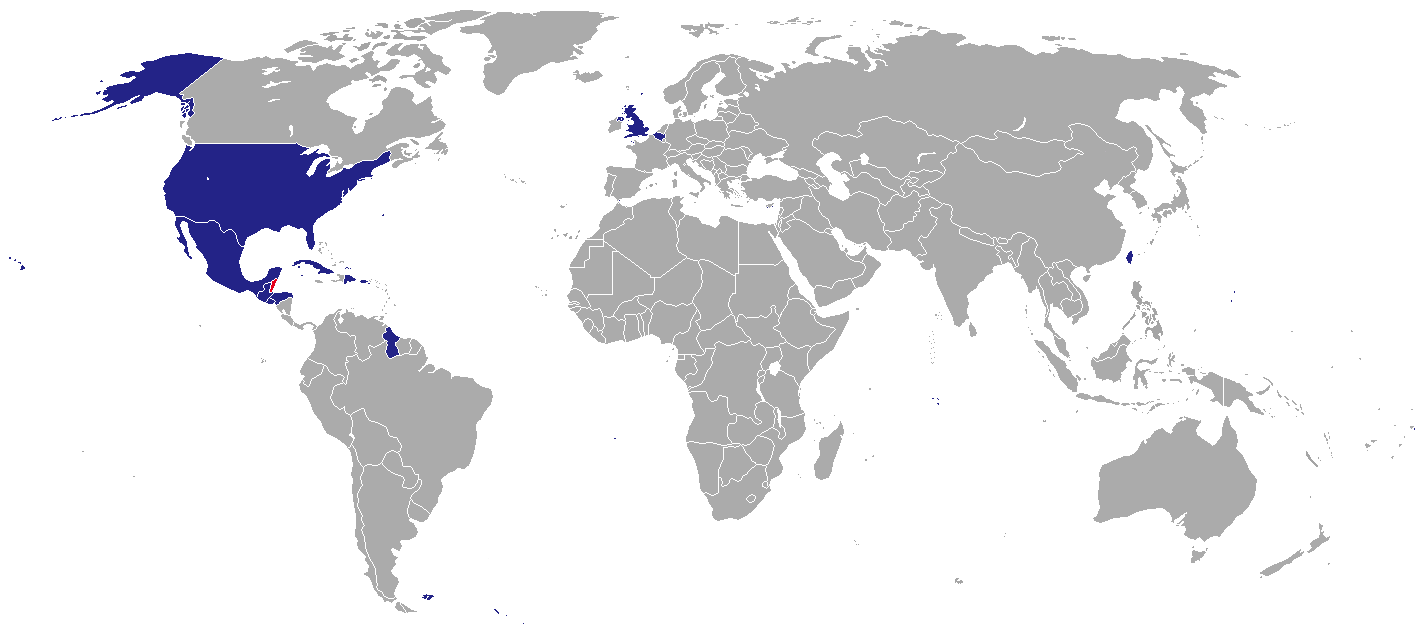
Missões diplomáticas de Belize.

Abaixo estão listadas as embaixadas e consulados de Belize:

## América

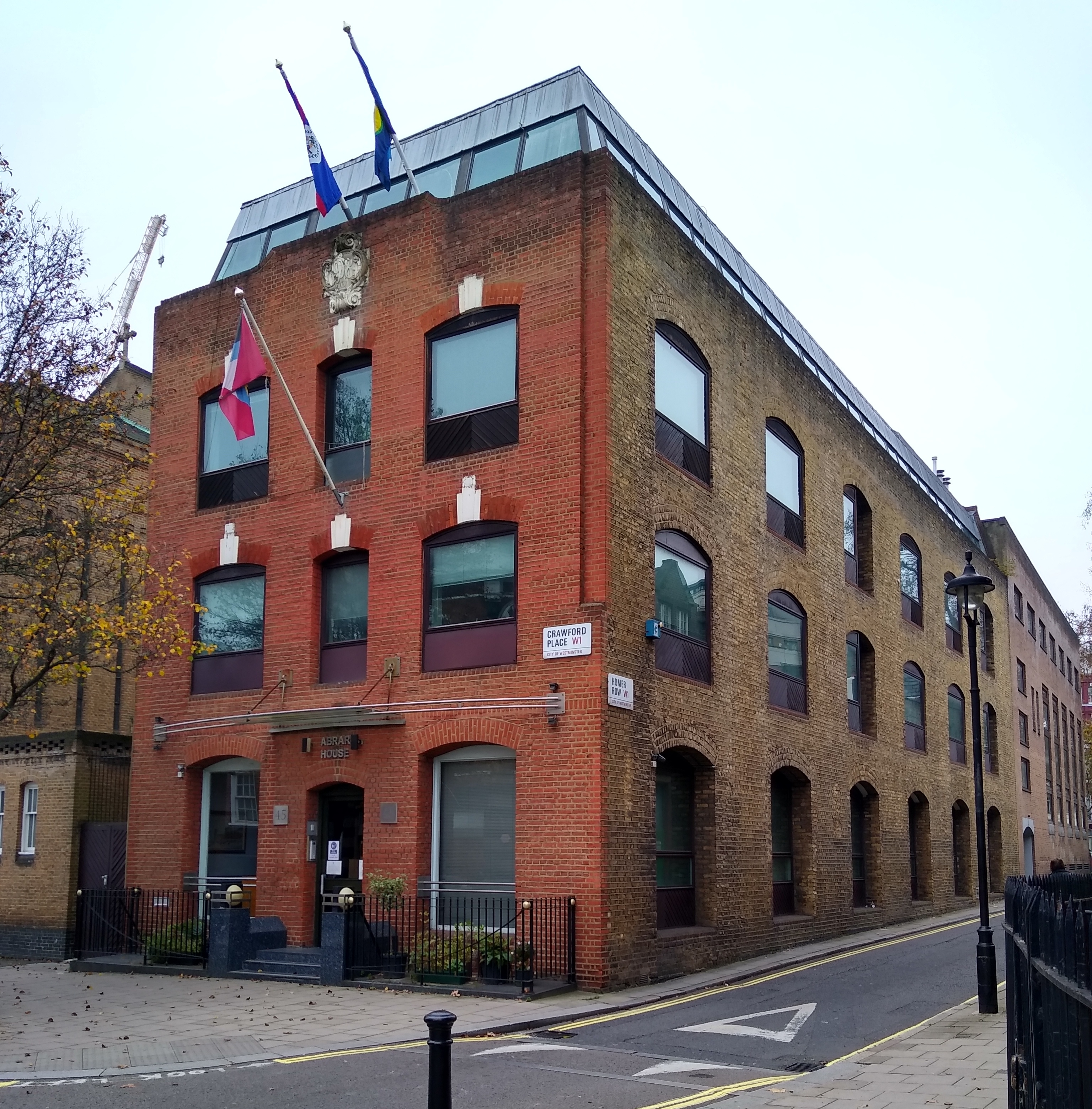
Alta comissão de Belize em Londres

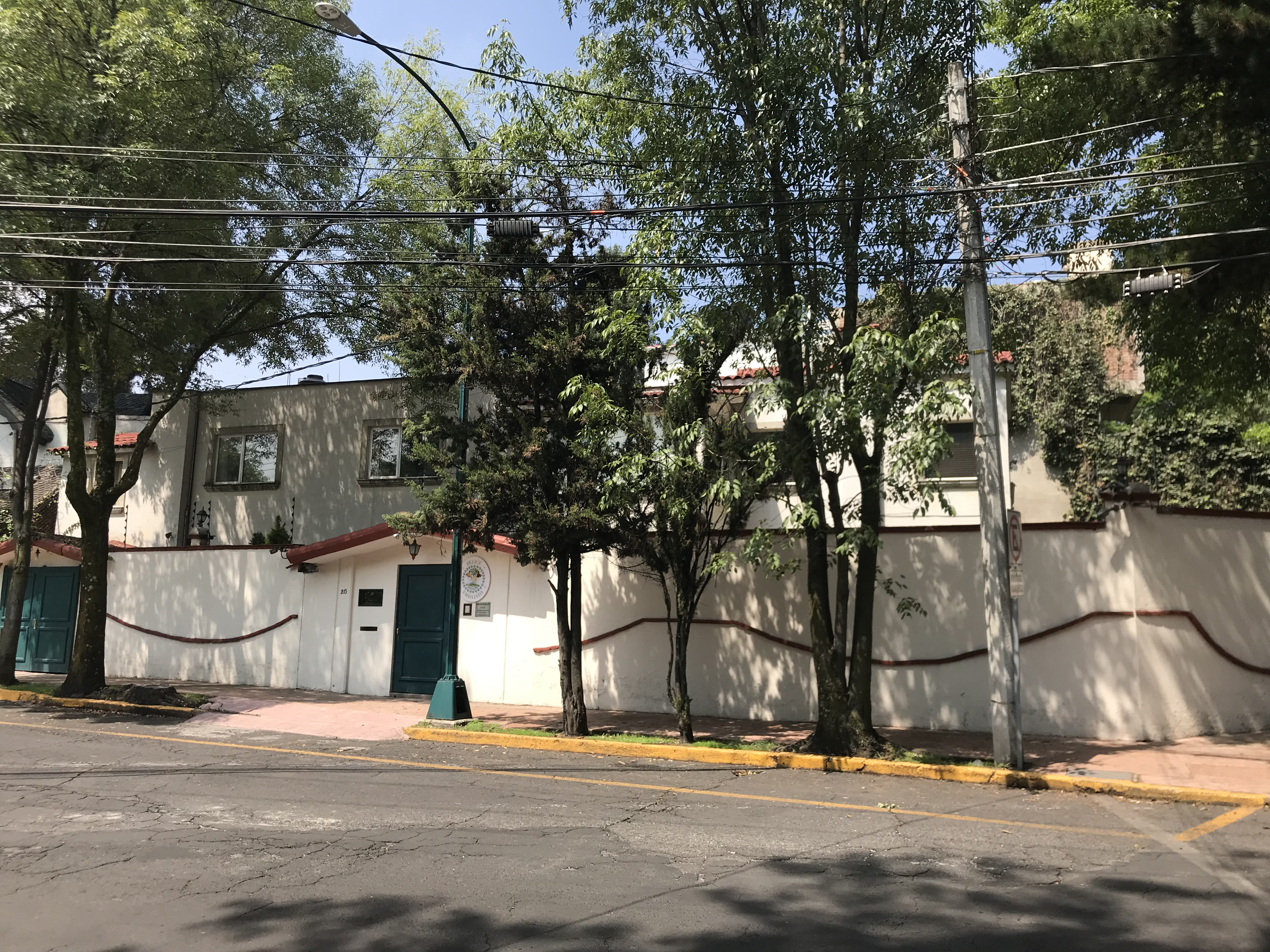
Embaixada de Belize em Cidade do México

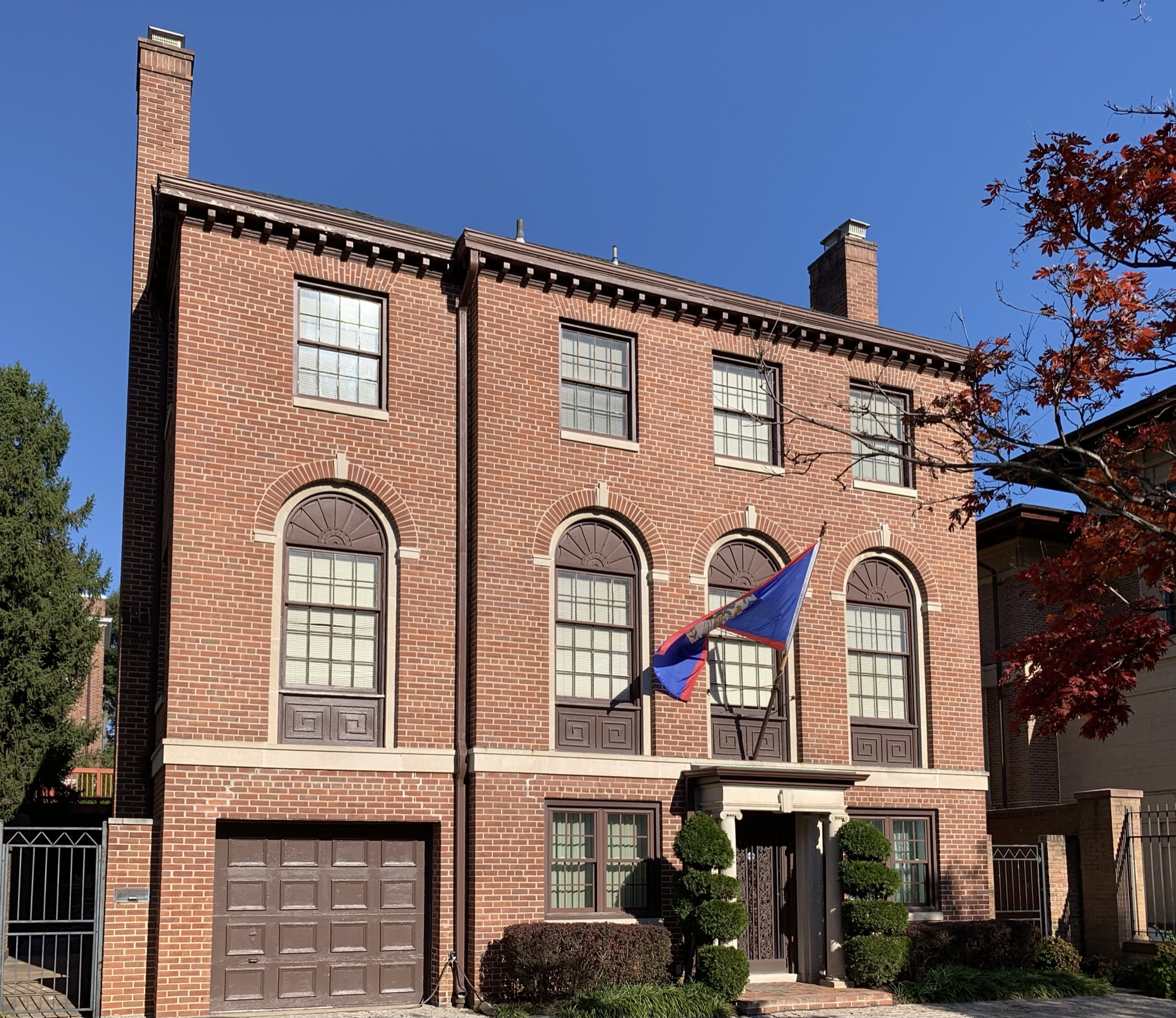
Embaixada de Belize em Washington, D.C.

- Cuba
  - Havana (Embaixada)
- El Salvador
  - San Salvador (Embaixada)
- Estados Unidos
  - Washington, D.C. (Embaixada)
  - Los Angeles (Consulado-Geral)
- Guatemala
  - Cidade da Guatemala (Embaixada)
- Guiana
  - Georgetown (Embaixada)
- Honduras
  - Tegucigalpa (Embaixada)
- México
  - Cidade do México (Embaixada)
- República Dominicana
  - São Domingos (Embaixada)

## Ásia
- Taiwan
  - Taipé (Embaixada)

## Europa
- Bélgica
  - Bruxelas (Embaixada)
- Itália
  - Milão (Consulado-Geral)
- Reino Unido
  - Londres (Alta comissão)
- Santa Sé
  - Roma (Embaixada)

## Organizações multilaterais
- Bruxelas (Missão permanente de Belize ante a União Europeia)
- Genebra (Missão permanente de Belize ante as Nações Unidas e organizações multilaterais)
- Nova Iorque (Missão permanente de Belize ante as Nações Unidas)
- Paris (Missão permanente de Belize ante a UNESCO)
- Viena (Missão permanente de Belize ante a Organização das Nações Unidas para o Desenvolvimento Industrial)
- Washington, DC (Missão permanente de Belize ante a Organização dos Estados Americanos)